# Казаков, Равиль Ягмурович
 Равиль Ягмурович Казаков (род. 25 января 1982 года) — спортсмен. Мастер спорта России международного класса по пауэрлифтингу (2002). Выдающийся спортсмен РБ[что?] (2003).

## Биография
Равиль Казаков родился 25 января 1982 года в г. Белорецке,
Спортом занимался в спортивном клубе «Геракл» (тренер С. В. Горшков). За Школу высшего спортивного мастерства (тренер Б. И. Шейко) выступает с 2001 года.
С 2002 года состоял членом сборной команды России.

## Достижения
- Абсолютный победитель VII Всемирных игр (2005)
- Чемпион мира среди мужчин (2002 — до 52 кг, 2004, 2007 — до 67,5 кг)
- Серебряный призёр чемпионатов мира среди мужчин(2003 — до 56 кг, 2005 — до 67,5 кг)
- Чемпион мира по жиму лежа среди мужчин(2009),
- Серебряный призёр чемпионата мира по жиму лёжа среди мужчин (2005)
- Чемпион мира среди юниоров (2002)
- Чемпион Европы среди юниоров (2003, 2004),
- Серебряный призёр чемпионата Европы (2002)
- Чемпион Европы по жиму лежа среди мужчин(2009)
- Чемпион России (2002,2005)
- Серебряный призёр чемпионатов России (2003, 2004, 2006)
- Четырёхкратный победитель Кубков России (2001, 2003, 2004, 2007)
- Чемпион России по жиму лежа (2009, 2010)
- Рекордсмен России, Европы и мира среди юниоров и мужчин

## Награды
Награждён знаком «Выдающийся спортсмен Башкирии» (2002)
Орден «Салават Юлаев» (2006)